# خانی‌اوبه
خانی‌اوبه (به ترکی آذربایجانی: Honuba) یک منطقهٔ مسکونی در جمهوری آذربایجان است که در شهرستان یاردیملی واقع شده‌است. خانی‌اوبه ۷۷۲ نفر جمعیت دارد.
خانی (هانی، هان) در فارسی و تالشی به معنای چشمه است و اوبه واژه‌ای ترکی به معنای چادرگاه عشایر.